# Manahel al-Otaibi
 (mai 2025).
Manahel bint Nasser Khalaf al-Otaibi (en arabe : مناهل العتيبي), née en 1994, est une influenceuse, professeure de fitness et militante saoudienne pour les droits humains, engagée dans le combat féministe. En 2024, elle a été déclarée coupable d'infractions terroristes par un tribunal secret après avoir partagé sur les réseaux sociaux des publications prônant la fin du système de tutelle saoudien qui pèse sur les femmes et montré des images d'elle faisant du shopping sans abaya. Elle a été condamnée à 11 ans de prison. Les organisations de défense des droits humains ALQST (en) et Amnesty International ont qualifié son incarcération d'injuste. En février 2025, Amnesty a signalé que Manahel al-Otaibi avait été victime d'une « disparition forcée » organisée par le gouvernement saoudien, car l'on ignorait où elle se trouvait et ses avocats et sa famille n'avaient pas pu lui parler.
Sa sœur Fawzia al-Otaibi (en) est également une figure importante du mouvement saoudien pour l'émancipation des femmes.
En 2016, les trois sœurs, Fawzia, Maryam et Manahel, ont mené une campagne numérique contre (en) le système de tutelle masculine (en) en Arabie saoudite par le lancement du mot-dièse #IAmMyOwnGuardian. Quelques jours plus tard, Fawzia al-Otaibi et sa sœur Maryam ont été arrêtées et incarcérées. Manahel a publié un article en ligne en leur faveur, qui a rencontré un succès international, permettant leur libération.